# Терем-квартет
«Терем-квартет» — музыкальный коллектив русских народных инструментов из Санкт-Петербурга, исполняющий музыку в стиле классический кроссовер. «Терем-квартет» выпустил в России и за рубежом 24 диска, репертуар ансамбля включает более 500 композиций классической и современной музыки.
Музыкальный коллектив дал более 3 000 концертов и выступил более чем в 60 странах. «Терем-квартет» неоднократно представлял Санкт-Петербург на многих мероприятиях международного значения, поэтому его часто называют символом города.
В состав квартета в настоящее время входят: Андрей Константинов — малая домра, Андрей Смирнов — баян, Владимир Кудрявцев — контрабас, Алексей Барщёв — домра-альт.

## История

### 80-е годы
«Терем-квартет» был образован в 1986 году как проект студентов кафедры народных инструментов Ленинградской государственной консерватории имени Римского-Корсакова: Андрея Константинова (домра малая), Андрея Смирнова (баян), Игоря Пономаренко (домра-альт) и Михаила Дзюдзе (балалайка-контрабас). Участники ансамбля учились на одном курсе и одновременно попали в армию. После первого года службы их перевели в большой армейский ансамбль, где был оркестр, хор и балет. Чуть позже появилась идея создать свой коллектив, и вскоре был образован ансамбль «Русский сувенир». На тот момент в него входило большое количество участников, и не все из них владели нотной грамотой, поэтому музыканты начали искать особый язык: пытались подобрать известные произведения и соединяли их с народными мелодиями. Позже оформился первый состав «Терем-квартета»: Андрей Константинов, Игорь Пономаренко, Андрей Смирнов и Михаил Дзюдзе.

И тогда мы дали друг другу обещание, что именно ансамбль будет главным в жизни каждого из нас. Мы уже понимали, что интересны только тогда, когда мы вместе. Наш терем — это не только красивый дом. Над нами нет начальников, и каждый делает своё дело, которое выливается в то, что мы строим. И в нашей музыке мы под одной крышей объединяем разные стили. Терем открыт для гостей, мы всегда рады им…
— Андрей Константинов
Первое выступление состоялось 26 ноября на сцене Ленинградского музыкально-педагогического училища. По словам Андрея Константинова, когда по окончании концерта весь зал поднялся на ноги, музыканты поняли, что выбрали правильное направление. С тех пор 26 ноября считается днём рождения ансамбля.
В 1988 году «Терем-квартет» получил приглашение участвовать в фестивале «Белые ночи» в Гамбурге. Здесь музыканты выступили совместно с солистом Театра оперы и балета имени Кирова Владимиром Черновым, балериной Любовью Кунаковой и пианистом Павлом Егоровым. В этом же году режиссёр Игорь Владимиров пригласил музыкантов написать музыку для спектакля «Любовь до гроба».
В 1989 году студия «Мелодия» выпустила первую пластинку ансамбля, которая получила название «Терем-квартет». В это время постепенно начало складываться сотрудничество с Санкт-Петербургской Государственной академической капеллой. «Терем-квартет» стал давать концерты не только в СССР, но и за рубежом: в Германии, Испании, Швеции, Италии и КНР. В этом же году участники коллектива получили диплом о высшем музыкальном образовании, закончив консерваторию.

### 90-е годы
В 1991 году «Терем-квартет» получил приглашение принять участие в мировом фестивале этнической музыки, искусств и танца «WOMAD». В рамках этого события ансамбль выступил на одной сцене с Питером Гэбриэлом, Шинед О’Коннор, Сюзанн Вега, Найджелом Кеннеди и музыкантами Led Zeppelin. В августе 1991 года по просьбе Питера Габриэла английская студия «Real World» записала первый компакт-диск коллектива «The Terem». Диск был выпущен на лейбле «Real World Records» в 1992 году. Сайт Allmusic оценивает альбом в 4.5 звезды из 5: «В грамотно построенном списке композиций в равной степени можно встретить как цитаты из Чайковского, так и цыганские мелодии. Благодаря своему необычному подходу, ансамбль наполняет оттенками юмора и очарования все композиции, за которые берётся». В последующие годы ансамбль неоднократно выступал на фестивале «WOMAD».
В 1994 году папа римский Иоанн Павел Второй пригласил ансамбль в Ватикан. Здесь во время праздника «Дня семьи» прошёл концерт перед 120-тысячной аудиторией. Среди зрителей был сам папа римский, Мать Тереза и кардиналы католической церкви. После выступления Мать Тереза благословила каждого участника коллектива и подарила им по медальону. В этом году было выпущено два диска: «Classical» и «1000-й концерт». Первый вышел на лейбле «Real World Records» и получил такое название, потому что, наравне с другими композициями, в него были включены произведения Моцарта, Шуберта, Глинки, Шопена в обработке Терем-Квартета. Второй был издан на лейбле «Терем-квартет» и представляет собой запись 1000-го концерта ансамбля, который состоялся 13 января 1994 года в Большом зале Санкт-Петербургской филармонии.
В 1998 году «Терем-квартет» выступил на фестивале в Эдинбурге, и сольные концерты ансамбля получили высшую оценку от одной из основных шотландских газет, «Scotsman». В этом же году музыканты «Терем-квартета» в качестве актёров и исполнителей приняли участие в постановке спектакля «Страсти по Каштанке» по мотивам произведения Антона Павловича Чехова. Этот спектакль получил премию «Золотой Софит» — высшую театральную премию Санкт-Петербурга.
В 1999 году в рамках празднования двухсотлетия Александра Сергеевича Пушкина «Терем-квартет» исполнил оперу «Царь Никита и сорок его дочерей», написанную композитором Александром Чайковским, в Сент-Джеймском дворце. Одним из слушателей был принц Чарльз. В этом году было выпущено два диска. Первый из них — «No, Russia cannot be perceived by wit» (Умом Россию не понять), лейбл «Intuition», оценивается сайтом «Allmusic» в 4 звезды: «Кажется, что звук, который рождается в сочетании инструментов, создаётся большим количеством участников. Утончённые, изобретательные и наделённые чувством юмора переходы волнуют и очаровывают». Второй — «Собачий вальс» (лейбл Бомба-Питер), в основном, состоит из классических композиций в обработке ансамбля.

### 2000—2010
В 2000 году произошло первое изменение в составе ансамбля за всю историю его существования: Игоря Пономаренко сменил Алексей Барщёв. В этом же году «National Geographic» снял фильм о «Терем-квартете».
В 2001 году ансамблю исполнилось пятнадцать лет. В честь этого было организовано несколько мероприятий, среди которых — издание альбома под названием «Юбилениум» (Бомба-Питер), в который вошли студийные и концертные записи разных лет, и масштабное турне по России из пятидесяти концертов. Также в этом году Терем-Квартет сделал музыкальное оформление к фильму «Сказ про Федота Стрельца».
В 2002 году лейбл «Бомба-Питер» выпустил сборник из трёх дисков, которые получили названия «Антология. Том I», «Антология. Том II» и «Антология. Том III». Кроме того, был издан альбом «Русские страдания», который посвящён исканиям русской души.
В 2003 году «Терем-квартет» организовал свой фестиваль мировой музыки в Санкт-Петербурге. В рамках этого мероприятия состоялось пять концертов с участием скрипачки Доры Шварцберг из Австрии, бандонеониста Карела Краайенхофа и его коллектива Sexteto Canyengue из Нидерландов, Бориса Березовского (фортепиано), кларнетиста Мартина Фроста из Швеции и Уральского филармонического оркестра под управлением Дмитрия Лисса. Через год был организован второй фестиваль. Он состоял из четырёх концертов: Владимира Чернова, Карела Краайенхофа и Sexteto Canyengue, квинтета «The Real Group» из Швеции, Ришара Галльяно и Мишеля Порталь из Франции. Третий фестиваль прошёл в 2005 году и включал в себя три концерта, в которых приняли участие «Терем-квартет» и The Swingle Singers.
В 2004 году было издано три диска. Первый: «„Терем-квартет“ и его друзья»(Бомба-Питер), в записи которого принимали участие вокальный ансамбль «Римейк», Владимир Чернов, Джоджи Хирота, Светлана Крючкова, Дора Шварцберг, Игорь Шарапов, Аркадий Шилклопер и Игорь Дмитриев. Второй — «2000-й концерт», запись которого была сделана в Большом зале Санкт-Петербургской филармонии 25 марта 2004 года. И третий «Неаполитанские песни» — это совместный проект «Терем-квартета» и Владимира Чернова, в рамках которого были исполнены композиции из Италии.
В 2006 году ансамбль пригласили выступить на важных политических событиях: российско-сингапурском форуме в Сингапуре, Всемирном газетном форуме в Москве, Экономическом форуме и саммите большой восьмерки в Санкт-Петербурге. 28 июня «Терем-квартет» впервые дал концерт совместно с балетом, а в период с 24 по 27 ноября прошёл четвёртый Терем-фестиваль мировой музыки. «Терем-квартет» на протяжении своего творческого пути часто гастролировал по всему миру и в октябре 2007 года ансамбль дал концерт в шестидесятой по счёту зарубежной стране — Южной Корее.
5 апреля 2008 года «Терем-квартет» организовал масштабный музыкальный форум с участием музыкантов, представляющих традиции своих стран: Великобритании (Swingle Singers), Франции (Bratsch), Шотландии (Shooglenifty), Швеции (Real Group), Исландии (Дидду), Японии (Джоджи Хирота) и России (Юрий Шевчук, Игорь Бутман, Пелагея). Также в этом году был издан диск «Diddu og Terem», в котором вокальные партии были записаны исландской певицей Дидду.
В 2009 году «Терем-квартет» открыл второй полуфинал «Евровидения» в Москве. Музыканты подготовили шестиминутное выступление-попурри из композиций когда-либо побеждавших в конкурсе. В него вошли: «Waterloo» Аббы, «Volare», «Дива» Даны Интернешнл, «Believe me» Димы Билана и «Ding-a-dong» Teach-In. Также в этом году вышел DVD «„Терем-квартет“, или Снова неуловимые», в который вошли исполненные ансамблем композиции из различных фильмов: «Обыкновенное чудо», «Солярис», «А зори здесь тихие», «Земля Санникова», «Солдат Иван Бровкин», «Неуловимые мстители», «Новые приключения неуловимых», «Миссия невыполнима», фильмов Чарли Чаплина и других.
В 2010 году при поддержке Правительства Санкт-Петербурга и Министерства культуры и массовых коммуникаций РФ «Терем-квартет» организовал Первый международный конкурс камерных инструментальных ансамблей в Санкт-Петербурге «Terem Crossover».

## Стиль
После двух недель существования «Терем-квартет» попал во второй тур Всероссийского конкурса эстрады. Однако жюри не оценило выступление и выразило мнение, что ансамбль играет не в нужном жанре, а принадлежит к камерной музыке. Однако на камерных конкурсах музыкантов уверяли в обратном.
В 1991 году Питэр Гэбриэл назвал стиль группы «Теремизмом» (англ. Teremism) (по аналогии с коммунизмом). В западной терминологии жанр, в котором играет ансамбль, определяется как «мировая музыка» (англ. World Music).
В эфире передачи «Творческий десант» музыканты сами немного рассказали о стиле, в котором играют: инструменты, использующиеся коллективом, придают свою остроту любому жанру, поэтому «Терем-квартет» обращался и к классике, и к джазу, и к фолк-року. Однако в основе творчества «Терем-квартета» лежит русская национальная культура, народные традиции и самобытный русский взгляд на мир. Андрей Константинов также добавил, что при этом музыканты без границ берут всё хорошее из любой культуры: западной или восточной.
Само название коллектива отражает эту позицию: под «теремом» понимается дом, который под своей крышей собирает различные музыкальные течения со всего мира.

Терем — это не просто дом. Это дом, в котором всё хорошо. Если бы мы, когда создавались, ставили своей целью только зарабатывание денег, мы бы не были теремом. У нас всегда была высокая идея — играть современную музыку на основе национальной, так чтобы она была понятна и при этом народна в прямом смысле этого слова. Чтобы музыка будоражила слушателя и нас самих…
— Андрей Константинов
Иногда музыканты говорили, что выступают в жанре, который так и называется: «Терем-квартет». Однако позже удалось найти слово, точно определяющее стиль ансамбля — «кроссовер» (англ. crossover). В эфире передачи «О турнире Terem Crossover» на телеканале 100ТВ Андрей Константинов сказал, что этот жанр подразумевает «перекрёсток», как соединение разных стилей для того, чтобы доступней и интереснее выразить содержание музыки, а все используемые в этом жанре способы очень разнообразны. Таким образом кроссовер расширяет границы в музыке, поэтому этот жанр современный. Инструменты, на которых играют участники предрасполагают к тому, чтобы переходить границы жанров.
«Терем-квартет» приглашают на стилистически и жанрово различные фестивали: ансамбль принимал участие и в джазовых, и в классических, и в роковых. Однажды музыканты даже приняли участие в панк-фестивале в Германии.

## Критика
Любовь, ненависть, ирония, более философские чувства, все они смешаны по-русски в музыке «Терем-квартета», и всё это очень духовно…Безупречная музыкальность квартета сияет, как старинная рукопись с цветными иллюстрациями.
— Independent
.

Раскрывая все возможности своих инструментов, используя врождённое музыкальное чутье, эти Музыканты с большой буквы играют так, что перед вами открывается небо в звёздах.
— Leidsch Dagblad
.
Никита Михалков сказал, что для него «было важно найти в этом ансамбле удивительное соединение огромного профессионализма, музыкальности, озорства и национальной корневой структуры».
Юрий Шевчук после выступления с ансамблем сказал, что ДДТ и «Терем-квартет» будут дружить. На двадцатилетний юбилей он подарил ансамблю свои ноты с желанием, чтобы музыканты когда-нибудь исполнили одну из его рок-композиций. Терем-Квартет принял участие в записи трёх композиций альбома ДДТ «Прекрасная любовь».
Борис Барабанов из газеты «Коммерсантъ» пишет, что «Терем-квартет» преуспел в жанре под названием «шутка», а также, что в ансамбле есть что-то от «Лицедеев». Автор остался крайне недоволен концертом, который прошёл в Государственном Кремлёвском дворце 5 апреля 2008 года.
Журналист газеты «Невское время» Лидия Березнякова называет концерты ансамбля «праздником юмора, театральности, страстного, живого исполнения совершенно оригинальных композиций русской народной музыки и мирового классического репертуара».
Максим Фёдоров в статье журнала «Петербургский музыкант» пишет, что если человек ни разу не присутствовал на живом выступлении «Терем-квартета», то он совершенно ничего не знает о коллективе. Автор говорит, что музыка, исполненная на народных инструментах, настолько разнообразна, что захватывает дух.
По мнению Николая Русского из газеты «Вечерняя Москва», «Терем-квартет» — это единственный ансамбль, который смог вселить жизнь в понятия «популярная классика» и «новое прочтение»: «на концерте вдруг начинаешь понимать, что все не так просто: та самая популярная классика кажется чем-то абсолютно самостоятельным, а привкус экзотической русской музыки перестаёт играть ведущую роль».
Анна Байдакова из «Российской газеты» пишет, что стиль «Терем-Квартета[уточнить] уникален и сам по себе и тем, что при своей оригинальности он востребовани и у нас и за рубежом», что «Квартет всегда звучит интернационально и молодо, а задор музыкантов охватывает и студентов и пенсионеров».

## Награды и благодарности
| Год       | Название |
| --------- | --- |
| 1989      | лауреат XIII Всемирного фестиваля молодёжи и студентов в Пхеньяне |
| 1989      | премия Ленинского комсомола за «Просветительскую работу с молодёжью» |
| 1990      | лауреат Всероссийского конкурса исполнителей на русских народных инструментах                                                                                                 |
| 1993      | премия «Золотой Остап» (юмор в музыке) |
| 1994      | охранная грамота от Верховного атамана Казачьих войск «За заслуги в возрождении государственности Великой России»                                                             |
| 1997      | диплом «Коллектив года» от газеты «Музыкальное обозрение» |
| 1997-1998 | театральная премия «Золотой Софит» |
| 2002      | лауреаты Золотой Книги Отечества |
| 2004      | звание заслуженных артистов России (Андрей Константинов, Андрей Смирнов и Михаил Дзюдзе)                                                                                      |
| 2005      | благодарность и признательность от Военно-медицинской Академии Санкт-Петербурга за вклад в патриотическое воспитание молодёжи к 60-летию Победы в Великой Отечественной войне |
| 2005      | премия правительства Санкт-Петербурга в области литературы, искусства и архитектуры за создание музыкальной развивающей программы для детей 3-8 лет «Теремок»                 |
| 2006      | премия «Созвездие Петербурга» |
| 2006      | диплом от Законодательного Собрания Санкт-Петербурга за выдающийся вклад в развитие культуры и искусства в Санкт-Петербурге                                                   |
| 2006      | благодарность Президента РФ Владимира Владимировича Путина за большой вклад в развитие музыкального искусства и достигнутые творческие успехи                                 |
| 2006      | благодарность президента РФ Владимира Владимировича Путина за участие в выступлении перед лидерами стран большой восьмерки G8 на саммите в Санкт-Петербурге                   |
| 2008      | музыкальная премия «Овация» |

## Состав ансамбля
В нынешний состав «Терем-квартета» входит четыре участника:
- Андрей Константинов (малая домра)
- Андрей Смирнов (баян)
- Владимир Кудрявцев (контрабас)
- Алексей Барщёв (домра-альт).

## Релизы

### LP
| № | Название      | Год выпуска | Лейбл   |
| - | ------------- | ----------- | ------- |
| 1 | Терем-квартет | 1989        | Мелодия |

### МС
| № | Название                       | Год выпуска |
| - | ------------------------------ | ----------- |
| 1 | Терем-квартет (двойной альбом) | 1989        |
| 2 | Русско-германская музыка       | 1992        |
| 3 | Антология. Том I               | 1994        |
| 4 | Антология. Том II              | 1999        |
| 4 | Собачий вальс                  | 1999        |

### CD
| №  | Название                                               | Год выпуска | Лейбл              |
| -- | ------------------------------------------------------ | ----------- | ------------------ |
| 1  | The Terem                                              | 1991        | Real World Records |
| 2  | Classical                                              | 1994        | Real World Records |
| 3  | 1000-й концерт                                         | 1994        | Терем-Квартет      |
| 4  | No, Russia cannot be perceived by wit                  | 1999        | Intuition          |
| 5  | Умом Россию не понять                                  | 1999        | Терем-Квартет      |
| 6  | Собачий вальс                                          | 1999        | Бомба-Питер        |
| 7  | Юбилениум                                              | 2001        | Бомба-Питер        |
| 8  | Антология. Том I                                       | 2002        | Бомба-Питер        |
| 9  | Антология. Том II                                      | 2002        | Бомба-Питер        |
| 10 | Антология. Том III                                     | 2002        | Бомба-Питер        |
| 11 | Русские страдания                                      | 2002        | Бомба-Питер        |
| 12 | «Терем-квартет» и его друзья                           | 2004        | Бомба-Питер        |
| 14 | Владимир Чернов и Терем-Квартет «Неаполитанские песни» | 2004        | Терем-Квартет      |
| 13 | 2000-й концерт                                         | 2004        | Терем-Квартет      |
| 15 | ТЕРЕМок!                                               | 2006        | Бомба-Питер        |
| 16 | La Folle Journée Schubert                              | 2008        | MIRARE             |
| 17 | Diddu og Terem                                         | 2008        | Sögur              |
| 18 | ТEREMok! на немецком                                   | 2008        | Терем-Квартет      |
| 19 | ТEREMok! на французском                                | 2010        | Терем-Квартет      |
| 20 | ТеремОК! Ай-чу-чу!                                     | 2010        | Терем-Квартет      |
| 21 | Русский Шуберт                                         | 2011        | Терем-Квартет      |
| 22 | MyBach                                                 | 2011        | Терем-Квартет      |
| 23 | Дороги                                                 | 2013        | Терем-Квартет      |
| 24 | Русские картины                                        | 2017        | Терем-Квартет      |
| 25 | Заплетися, плетень                                     | 2020        | Anton Yakovlev     |

### DVD
| № | Название                              | Год выпуска | Лейбл         |
| - | ------------------------------------- | ----------- | ------------- |
| 1 | «Терем-квартет», или Снова неуловимые | 2009        | Терем-Квартет |

## Прочая деятельность
Начиная с 2003 года «Терем-квартет» проводит собственные фестивали мировой музыки в Санкт-Петербурге. В 2010 году был организован первый международный музыкальный турнир «Terem-Crossover», который прошёл с 22 по 28 марта. В нём участвовал 71 музыкальный коллектив из разных стран мира, а жюри было сформировано из известных в музыкальном мире людей: участников «Терем-квартета», саксофониста Игоря Бутмана, кларнетиста Гиоры Фейдмана, пианиста Андрея Кондакова, аккордеониста Ясухиро Кобаяси, композиторов Хуго де Курсона и Дмитрия Янов-Яновского, одного из основателей звукозаписывающей компании «Real World Records» Томаса Брумана, директора направления «Классика, джаз» компании Universal Music Austria Лешека Лукаса Барвински и директора концертного агентства Run Productions Йоррика Бенуа. Помимо конкурса проводились мастер-классы и концертные выступления Ясухиро Кобаяси, Гиоры Фейдмана, Габриэле Мирабасси и «Терем-квартета». Церемония награждения и заключительный гала-концерт прошли 28 марта в филармонии.
«Терем-квартет» часто участвует в благотворительных акциях, проводя концерты в пользу различных культурных фондов по возрождению и сохранению российской культуры и искусства, помощи инвалидам, ветеранам сцены.
«Терем-квартет» является организатором конкурса для талантливых детей «ТеремОК!». В 2007 году около тысячи ребят из Санкт-Петербурга, Ленинградской области и Ханты-Манскийска стали его участниками. После был выпущен одноимённый диск на русском и немецком языках. Победители конкурса приняли участие в гала-концерте в Государственной академической капелле, где они пели под аккомпанемент ансамбля. Цель конкурса заключается в том, чтобы дать молодым исполнителям альтернативу «попсе».
В октябре 2007 года по инициативе ансамбля из учащихся кафедры народных инструментов СПбГУКИ был создан музыкальный коллектив «Град-квартет». Группа исполняет музыку в стиле кроссовер, продолжая традиции «Терем-квартета», и постоянно принимает участие в мероприятиях, связанных со своими наставниками.
В 2010 году «Терем-квартет» участвовал в акции «Ночь музеев». В арт-центре ансамбля проводились экскурсии, во время которых гости могли увидеть костюмы, раритетные фотографии и афиши, а также награды, призы и подарки, которые «Терем-квартет» накопил за свою 25-летнюю деятельность. Одну из экскурсий провёл Андрей Константинов.
Также «Терем-квартет» регулярно проводит запись коллективов на собственной студии в Санкт-Петербурге.